# Jak napálit pojišťovnu
Jak napálit pojišťovnu (v anglickém originále Dumbbell Indemnity) je 16. díl 9. řady (celkem 194.) amerického animovaného seriálu Simpsonovi. Scénář napsal Ron Hauge a díl režíroval Dominic Polcino. V USA měl premiéru dne 1. března 1998 na stanici Fox Broadcasting Company a v Česku byl poprvé vysílán 14. března 2000 na stanici ČT1.

## Děj
V hospodě U Vočka si Homer všimne, že je Vočko v depresi, protože nemá s kým jít na rande, a tak se rozhodne vzít Vočka na schůzku se ženou. Výlet na diskotéku se ukáže jako neúspěšný, ale cestou domů se s Vočkem dá do řeči prodavačka květin jménem Renee a on ji nakonec pozve na rande. 
Zdá se, že mezi Vočkem a Renee vzniká silný vztah, ale Vočko si není jistý, že si ji udrží, a má pocit, že musí utrácet velké peníze, aby s ním zůstala. Po vyčerpání konta své kreditní karty vymyslí Vočko plán, jak spáchat pojistný podvod, a to tak, že nechá Homera ukrást auto a zaparkovat ho na železničním přejezdu, aby bylo zničeno. V noci, kdy se má plán uskutečnit, se Vočko a Renee zúčastní policejní charitativní akce na palubě jachty; účast všech policistů ve městě na akci zajistí, že Homer nebude při spáchání plánu přistižen, a Vočkovi poskytne alibi, aby ho nikdo nepodezříval, že za činem stojí on. Homer plán zhatí tím, že se zastaví, aby se podíval v autokině na film, kvůli čemuž nestihne na přejezd před přejetím vlaku dojet. Homer se ale rozhodne, že není vše ztraceno, a sjede s autem ze skály – jeho pokus vystoupit z auta dřív, než se potopí do vody, však selže. Auto se nakonec potopí těsně u jachty, kde se koná charitativní akce policie, a když Homer vyplave na hladinu, je zatčen. 
Vočko s Homerem mluví přes mříže okna jeho vězeňské cely a slíbí mu, že za něj zaplatí kauci, ale rozmyslí si to, když Renee mluví o tom, že chce jet na dovolenou na Havaj. Při balení na cestu je Vočko konfrontován s vlastním svědomím v podobě Homera, který mu vyčítá zradu. Vočko nakonec řekne Renee pravdu o pojistném podvodu a ona je zprvu ráda, že byl upřímný. Když však Vočko začne znovu intrikovat, jak dostat Homera z vězení bez zaplacení kauce, Renee je znechucená a opustí ho. 
Vočkův nápad zahrnoval zapálení jeho baru, což se mu nakonec omylem povede. Mezitím Homer uteče z vězení tak, že napadne Hanse Krtkovice, jenž vězňům rozvážel knihy. Vejde do hořícího baru, aby se střetl s Vočkem, a oba se začnou prát. Brzy ale upadnou kvůli kouři do bezvědomí, když v tom se objeví Barney a zachrání je. Bar je zcela zničen a během jejich usmíření Homer slíbí, že pomůže Vočkovi postavit se na nohy. V závěrečné scéně Homer dovolil Vočkovi, aby svůj bar dočasně přemístil do domu Simpsonových.

## Produkce
Epizodu napsal Ron Hauge, který uvedl, že ho epizoda napadla, když se pokoušel vytvořit příběh zahrnující obecnou nelegální činnost. Původně měl Hauge pro epizodu jiný název, Mutual of Moemaha, parodující název pojišťovací společnosti Mutual of Omaha. Epizoda měla přispět k rozvoji Vočkovy postavy v seriálu, ačkoli štáb si myslel, že ho budou moci více rozvinout až v pozdějších epizodách.
Režisér Dominic Polcino a animátoři epizody byli ostatními členy štábu chváleni za svou snahu, zejména během scény, kdy Homer sjíždí z útesu a snaží se uniknout z Vočkova vozu. Polcino a jeho animátoři si dali záležet, aby správně načasovali Homerovo kutálení a vytvořili živé jezero plné detailů, stejně jako animovali Homera klesajícího na dno jezera. Vedoucí pořadu Mike Scully to komentoval slovy: „Je pro nás dost těžké přijít s nápady, ale když to Dominic a animátoři dokážou, je to opravdu fantastické.“.
V epizodě hostovala Helen Huntová jako Renee, Vočkova přítelkyně. Huntová uvedla, že se jí líbil design její postavy, která byla pojmenována po Haugeho manželce. Během natáčení epizody spolu Huntová a Hank Azaria, který namluvil Vočka, chodili. V rozhovoru pro časopis People v roce 1998 Scullyová prohlásila: „Hank a Helen spolu vycházeli tak dobře, že je těžké uvěřit, že jsou skutečný pár.“ V červenci 1999 se pár vzal, ale v prosinci 2000 se po dlouhém odloučení rozvedl.

## Kulturní odkazy
Anglický název epizody je odkazem na film Pojistka smrti, který měl také zápletku s pojišťovacím podvodem. Ve scénách, kdy spolu Vočko a Renee chodí, hraje píseň „I'm a Believer“ od The Monkees. Mezi další písně patří „One Bourbon, One Scotch, One Beer“ od Amose Milburna a „Brick House“ od skupiny Commodores.
Vlak projíždějící kolem autokina je odkazem na fotografii Hotshot Eastbound od O. Winstona Linka z roku 1956. 

## Přijetí
V původním vysílání skončila epizoda v týdnu od 23. února do 1. března 1998 na 25. místě ve sledovanosti s ratingem 10,5, což odpovídá přibližně 10,3 milionu domácností. Byl to třetí nejlépe hodnocený pořad na stanici Fox v tomto týdnu, hned po seriálech Akta X a Tatík Hill a spol.
Autorům knihy I Can't Believe It's a Bigger and Better Updated Unofficial Simpsons Guide, Warrenu Martynovi a Adrianu Woodovi, se epizoda líbila a komentovali ji: „Možná je to případ, kdy život odráží umění, protože hostující hvězda Helen Huntová je nyní vdaná za Hanka Azariu, který je samozřejmě Vočko, což je docela milé, protože si nemůžete pomoct, ale je vám smutno z toho, že na konci této docela chytré a okouzlující epizody měl Vočko opět smůlu v lásce.“
V článku USA Today z roku 2006 byla epizoda vyzdvižena mezi šesti nejlepšími epizodami 9. série Simpsonových, spolu s epizodami Kam s odpadem?, Poslední pokušení Krustyho, Pistolníkova rodina, Radost ze sekty a Ponorkobus.
IGN zařadil film Hail to the Chimp, který Homer v této epizodě sledoval v autokině, jako sedmý nejlepší fiktivní film v rámci jiného díla.
Tvůrci seriálu Mikeu Scullymu se velmi líbila scéna, kdy se Homer pokouší utéct z Vočkova auta, když se řítí ze skály, a prohlásil, že je to jedna z jeho nejoblíbenějších scén ze seriálu.